# Коссово
Ко́ссово (бел. Ко́сава) — город в Ивацевичском районе Брестской области Беларуси, в 15 км от Ивацевичей.
Численность населения — 1 837 человек (на 1 января 2025 года).

## География

### Гидрография
Река Мальвинка.

## История
Первые поселения на территории Коссово возникли в X—XI столетиях. Сохранилось городище X—XII веков, которое исследовали Юрий Кухаренко, Леонид Побаль, Пётр Лысенко и Павел Рапапорт.
В письменных источниках впервые упоминается в 1494 году в грамоте великого князя Александра, который подарил его маршалку Яну Хрептовичу.
В 1510 году великий князь Жигимонд Старый выдал грамоту на проведение в городе торгов и ярмарок. В это время Коссов стал центром района, но согласно административно территориально реформе 1565—1566 годов вошёл в состав Новогрудского воеводства.
В 1795 году в результате третьего раздела Речи Посполитой Коссово вошло в состав Российской империи. Было волостным центром Слонимского уезда Гродненской губернии. В 1825—1855 годах тут размещалась суконная мануфактура. К 1845 году в Коссово существовала фабрика по производству ковров и другая промышленность, на которой насчитывалось около 2000 работников. В 1865 году открылось народное училище. В 1867 году начала работать мельница. В 1868 году построена новая церковь Святого Антония, в 1878 — Троицкий костёл. 15-16 октября тут произошли волнения новобранцев, всего около 900 человек, были несколько погибших в перестрелке с полицией.
С 1915 по 1918 годы находился под немецкой оккупацией. Тогда же в пригороде была проведена узкоколейная железная дорога. В межвоенный период согласно рижскому мирному договору 1921 года оказался в составе II Речи Посполитой. В 1922 году открылся госпиталь, а в 1923 году лесопильный завод «Трактор». С 1930 годов действовала электростанция мощностью 100 кВт. С 1939 года вошёл в состав Белорусской ССР.
С 25 июня 1941 по 12 июля 1944 был под немецкой оккупацией. В 1942 году в Коссове существовало гетто. С 20 сентября 1947 года входит в состав Ивацевичского района.

## Геральдика
Герб зарегистрирован в Гербовом матрикуле Республики Беларусь 1 октября 1998 года № 27. Утверждён решением Коссовского городского исполнительного комитета от 26 ноября 1998 г. № 173.

## Население
Численность населения — 1 837 человек (на 1 января 2025 года). Численность населения — 1872 человека (на 1 января 2023 года).
Численность населения:
В 2017 году в Коссово родились 21 и умерли 30 человек. Коэффициент рождаемости — 11,4 на 1000 человек (средний показатель по району — 10,4, по Брестской области — 11,8, по стране — 10,8), коэффициент смертности — 16,3 на 1000 человек (средний показатель по району — 15,2, по Брестской области — 12,8, по стране — 12,6).

## Культура
- Дом культуры
- Мемориальный музей-усадьба Тадеуша Костюшко
- Историко-краеведческий музей ГУО "Коссовская средняя школа"

## События и мероприятия
- 17 мая 2019 года Коссово принял эстафету огня II Европейских игр[12]

## Достопримечательности
- Дворец Пусловских («Коссовский замок»). Дворец и окружающий его парк был заложен в 1838 году по проекту архитектора Ф. Ящолда. В строительстве дворца принимал участие В. Маркони. Сильно пострадал во время Великой Отечественной войны.
- Музей-усадьба Анджея Тадеуша Бонавентуры Костюшко (Коссово, Меречёвщина)
- Троицкий костёл (1878 год)
- Антониевская церковь (1868 год)
- Георгиевская церковь (вторая половина XIX века), ул. Т. Костюшко, 3 —  Историко-культурная ценность Республики Беларусь, шифр 113Г000308

### Памятник, скульптура
- Памятник В. И. Ленину
- Памятник Т. Костюшко на территории Музей-усадьба, Меречёвщина (2018)
- Стела

### Утраченное наследие
- Усадьба Сапегов

## Галерея
- Дом, где родился Т. Костюшко. На заднем плане — Коссовский замок
- Дом, где родился Т. Костюшко
- Дом, где родился Т. Костюшко
- Коссово. Дом Сапега (1930)
- Коссовский замок
- Коссовский замок
- Замок
- Коссовский замок. Новая брама, 2016
- Гетто Коссово
- Коссово. Часовня
- Коссово. Католическое кладбище. Могила повстанцев
- Место одного из бывших еврейских кладбищ Коссово в конце улицы Костюшко (сейчас - улица 3 Февраля)
- Антониевская церковь
- Троицкий костёл
- Стела